# 마스터셰프 코리아 셀러브리티
《마스터셰프 코리아 셀러브리티》는 OLIVE에서 2013년 2월 22일부터 2013년 4월 12일까지 방송되었던 TV 프로그램이다. 방송인들을 대상으로 한 마스터셰프 코리아 외전 시즌이다.

## 에피소드
| 회차 | 미션                                   | 미션 1위     | 탈락미션                           | 탈락자       |
| ---- | -------------------------------------- | ------------ | ---------------------------------- | ------------ |
| 1    | 접시 그리고 나                         | 페이         | 6종 면 요리                        | 서혜정, 지율 |
| 2    | 강레오 셰프 요리 따라하기              | 페이         | 3가지 전통 장 요리                 | 없음         |
| 3    | 매니저 박스                            | 김성수, 헨리 | 김승민의 달걀말이                  | 이계인       |
| 4    | 60분 안에 3단 피크닉 박스 완성하기     | 페이, 화요비 | 비빔밥 재료 맞히기                 | 토니 안      |
| 5    | 유제품으로 아이들 입맛에 맞게 요리하기 | 신봉선       | 나만의 와플 만들기                 | 김성수, 헨리 |
| 6    | 파티에 어울리는 핑거푸드 만들기        | 페이, 신봉선 | 냉장고에 남은 재료로 요리하기      | 신은정       |
| 7    | 30분! 건강한 조식 만들기               | 손호영       | 육류, 해산물 중 자리 바꿔 요리하기 | 화요비       |
| 8    | 한식 3코스 만들기                      | 손호영       | 없음                               | 페이, 신봉선 |

## 최종 순위
| 순위 | 이름    |
| ---- | ------- |
| 1    | 손호영  |
| 2    | 페이    |
| 2    | 신봉선  |
| 4    | 화요비  |
| 5    | 신은정  |
| 6    | 김성수  |
| 6    | 헨리    |
| 8    | 토니 안 |
| 9    | 이계인  |
| 10   | 서혜정  |
| 10   | 지율    |